# August von Cramon
August Friedrich Wilhelm Karl Erdmann von Cramon (né le 7 avril 1861 à Pawlau, arrondissement de Ratibor (de), Haute-Silésie et mort le 19 octobre 1940 à Quaritz) est un officier prussien, plus récemment lieutenant général de la Première Guerre mondiale.

## Biographie
Cramon est issu d'une vieille famille noble du Mecklembourg, ses parents sont Katharina von Berg, née Taubadel, et son père Friedrich von Cramon (de) est propriétaire foncier en Silésie. Il sert comme adjudant général de l'empereur allemand et comme plénipotentiaire militaire allemand au sein de l'état-major austro-hongrois de 1915 à 1918. Freytag von Loringhoven occupait auparavant ce poste. Après la guerre, Cramon est actif en tant qu'écrivain et travaille, entre autres en tant que président exécutif de l'« Association des membres de l'ancien état-major (Association comte Schlieffen) (de) ». Cramon est marié à Hélène baronne von Tschammer. Le couple donne naissance aux filles Johanna Charlotte et Agnes Elisabeth et aux fils Friedrich, Gunther et Helmuth.
Il est actif pour l'Ordre de Saint-Jean pendant des décennies et est plus récemment commandant honoraire de la Coopérative de Silésie, la troisième plus grande coopérative provinciale au sein de l'organisation. L'ensemble de la congrégation compte 4 760 membres au début des années 1930, jusqu'à ce qu'environ dix pour cent durent la quitter en 1938 en raison de leur double appartenance au NSDAP. Après 1931, la Silésie comptait 444 chevaliers honoraires et légaux. Outre Cramon, les principaux commandants sont Alfred von Goßler (de) et August von Pückler.
La tombe d'August von Cramon se trouve dans le célèbre cimetière des Invalides de Berlin.

## Publications
- Deutschlands Schicksalsbund mit Österreich-Ungarn, Berlin, 1932.
- Fort mit den interalliierten Kontrollkommissionen, Berlin, 1922.
- Unser österreich-ungarischer Bundesgenosse im Weltkriege, Berlin, 1920.
- Geschichte des Leib-Kürassier-Regiment „Großer Kurfürst“ (Schlesisches) Nr. 1, Berlin, 1893.